# Yannick Dalmas
Yannick Dalmas (Le Beausset, 28 juli 1961) is een voormalig Frans autocoureur. Hij werd Frans F3 kampioen in 1986. Hij maakte zijn Formule 1-debuut in 1987 bij Larousse en nam deel aan 49 Grands Prix waarvan hij er 24 mocht starten. Zijn beste resultaat was een vijfde plaats in de Australische Grand Prix van 1987. Hij scoorde hiervoor echter geen punten. Hij kreeg last van een longziekte en keerde de F1 de rug toe. Hij stapte over naar de Le Mans Prototypes en had daar meer succes.
Dalmas won de 24 uur van Le Mans vier keer, in 1992 met een Peugeot 905B, in 1994 met een Dauer Porsche 962, in 1995 met een McLaren F1 GTR en in 1999 met een BMW V12 LMR.
In 1994 kwam hij terug in de F1 en reed nog twee races voor Larousse maar wist daar geen punten te pakken.